# Marie Anne Isler Béguin

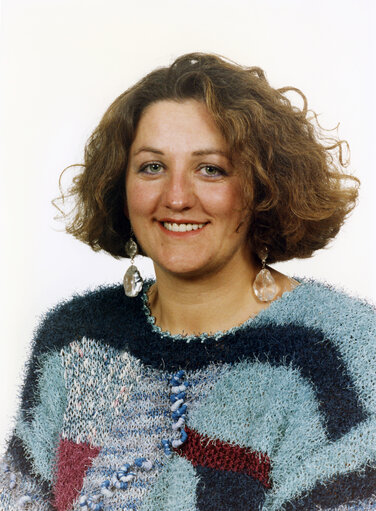
Marie Anne Isler Béguin

Marie Anne Isler Béguin (* 30. Juni 1956 in Boulay-Moselle) ist eine französische Politikerin der Les Verts, der heutigen Europe Écologie-Les Verts.

## Leben
Isler Béguin war von 1991 bis 1994 sowie von 1999 bis 2009 als Abgeordnete der Les Verts im Europaparlament vertreten. Vom 14. Januar 1992 bis 18. Juli 1994 war sie Vizepräsidentin des Europaparlaments.